# Гугон ап Мейриг
Гугон ап Мейриг (валл. Gwgon ap Meurig; умер в 871) — король Сейсиллуга (до 871).

## Биография
Гугон был сыном короля Сейсиллуга Мейрига ап Дивнуала. Он унаследовал престол Сейсиллуга после смерти своего отца. Гугон упоминается под именем Guocaun map Mouric в документе на древневаллийском языке, известном как Харлеанские генеалогии (раздел XXVI). Считается, что этот документ был составлен в королевстве Дехейбарт.
Гвентианская хроника даёт ему другую родословную, называя его «сыном Морида, сына Лливарха Серого». Этот Морид упоминается, как правитель Кередигиона, умерший в 830 году, в Гвентианской Хронике. Этот Лливарх Серый был потомком Эйддона Чёрного(Эуддина ап Кередига) из боковой ветви династии Кередигион. Эйтон Черный мог быть и сыном другого Каредика, ап Дивеннен ап Аннун ап Каредик ап Кенеу ап Корун ап Кередиг и таким образом быть одного поколения Артвоту ап Боту, правителя Кередигиона. Даррелл Уолкотт и вовсе делает Эйтона Черного сыном Артводу.
Гугон выдал свою сестру Анхарад замуж за Родри Великого.
«Анналы Камбрии» сообщают, что Гугон ап Мейриг умер в результате утопления, и датируют его смерть 871 годом. Ему наследовал его племянник Каделл ап Родри.